# Wielka Semenowa
Wielka Semenowa (ukr. Велика Семенова, Wełyka Semenowa) – szczyt górski o wysokości 1071 m n.p.m. w granicznym pasmie Bieszczadów Zachodnich, na granicy Polski z Ukrainą, na południowy zachód od Ustrzyk Górnych.

## Charakterystyka
Szczyt leży na granicy polsko-ukraińskiej, pomiędzy Wielką Rawką (1304 m n.p.m.) na zachodzie i Małą Semenową (także 1071 m n.p.m.) na wschodzie. 

## Turystyka
Po stronie polskiej, północnymi stokami szczytu, przebiega  niebieski szlak turystyczny z Rzeszowa do Grybowa, a po stronie ukraińskiej,  czerwony szlak ze Stużycy na grań główną, jednak na sam szczyt nie prowadzą żadne znakowane szlaki. Z wierzchołka widoczne są takie szczyty jak: Krzemień (1335 m n.p.m., 10 km), Tarnica (1346 m n.p.m., 9 km), Rozsypaniec (1280 m n.p.m., 13 km), Starostyna (1229 m n.p.m., 28 km), Pikuj (1408 m n.p.m., 41 km), Hostra Hora (1405 m n.p.m., 34 km) i Wyhorlat (1076 m n.p.m., 42 km).